# Gi hwanghu
Gi hwanghu (hangeul: 기황후, lett. L'imperatrice Gi; titolo internazionale The Empress Ki, conosciuta anche come Empress Gi o Battle of Flowers) è una serie televisiva sudcoreana trasmessa su MBC dal 28 ottobre 2013 al 29 aprile 2014. L'ultimo episodio in prima visione fu una versione provvisoria, data la mancanza di alcune scene ancora da girare; quello definitivo fu trasmesso il 4 maggio seguente.
Il titolo iniziale era Hwatu (화투, lett. La battaglia dei fiori), ma fu cambiato per evitare confusione con il gioco di carte.

## Trama
Da bambina, Nyang fu scelta, insieme a sua madre e ad altre donne del Goryeo, per essere mandata a Yuan come tributo, ma furono tutte uccise durante un tentativo di fuga del quale Nyang fu l'unica sopravvissuta perché la madre la protesse con il proprio corpo. Per evitare di essere catturata nuovamente, Nyang cambiò nome in Seung-nyang e iniziò a vivere da uomo, imparando le arti marziali e il tiro con l'arco, e diventando il temuto capo di una banda di strada. Tredici anni dopo, adulta, Seung-nyang si arruola nelle guardie dell'Ufficio Investigativo Reale, comandato da suo padre Gi Ja-oh, e conosce Wang Yoo, principe ereditario di Goryeo, che da lì a breve sale al trono. Poco dopo, Seung-nyang viene assegnata come guardia del corpo a Ta Hwan, principe e fratello codardo dell'imperatore di Yuan, mandato in esilio in terra straniera dal primo ministro di Yuan, Yeon-chul. Quest'ultimo, desiderando per sé il trono ora che l'imperatore sta morendo, ordisce l'assassinio di Ta Hwan, che tuttavia sopravvive grazie a Seung-nyang e all'aiuto del generale Baek-ahn e di suo nipote Taltal, che tradiscono il primo ministro. Volendo vivere a ogni costo per vendicare suo padre, ucciso da Yeon-chul, Ta Hwan tradisce la fiducia in lui riposta da Seung-nyang avvalorando la versione del primo ministro secondo cui dietro il tentato omicidio ci sarebbero Wang Yoo e Gi Ja-oh. Quest'ultimo viene giustiziato, mentre Wang Yoo, detronizzato, viene deportato a Yuan insieme a Seung-nyang e ad altri. Durante il viaggio, il vero sesso di Seung-nyang viene alla luce e, arrivata al palazzo imperiale e ripreso il proprio nome di battesimo, diventa un'inserviente, mentre Wang Yoo viene mandato al fronte per combattere contro i turchi. Ta Hwan, invece, sale al trono dopo la morte del fratello e sposa l'arrogante Tanashilli, figlia di Yeon-chul, accettando di essere solo un regnante fantoccio.
Durante i primi tempi a palazzo, Nyang medita di uccidere Ta Hwan per vendicare la morte di suo padre; pur abbandonando in breve tempo questo progetto, però, non può ricambiare i sentimenti che l'imperatore nutre per lei perché è innamorata di Wang Yoo. Quest'ultimo, al contrario di quanto sperassero i suoi nemici, torna vittorioso dalla guerra e promette alleanza a Yeon-chul, pur non avendo realmente intenzione di aiutarlo, per essere reintegrato sul trono di Goryeo; così facendo, ottiene anche che Nyang venga liberata da palazzo. La coppia si fidanza poco prima che lui torni in patria per sistemare alcune questioni, mentre lei resta a Yuan impegnata in una missione contro il primo ministro. Nel compierla, però, Nyang viene ferita e nascosta in una zona abbandonata del palazzo imperiale da alcuni amici per essere curata: qui scopre di aspettare un figlio da Wang Yoo. La donna riesce a uscire da palazzo per tornare in Goryeo solo quattro mesi dopo, quando la consorte Park, con la quale aveva fatto amicizia, la nasconde nella propria portantina mentre si reca in un tempio a partorire lei stessa. Tanashilli, però, ordina l'omicidio della consorte Park e di tutte le cameriere del seguito. Nyang riesce a scappare e, in una grotta, partorisce un figlio prematuro, che poco dopo precipita con lei da un dirupo mentre vengono inseguiti. Nyang sopravvive, ma viene catturata da un mercante di schiavi, mentre il figlio, che lei crede morto, finisce, in seguito ad alcuni eventi, dall'imperatrice, che decide di farlo passare per figlio proprio e di Ta Hwan, battezzandolo Maha. Mentre Wang Yoo, dopo aver ricevuto la notizia della morte dell'amata, sposa una nipote del primo ministro, Nyang viene acquistata da Baek-ahn, diventato governatore, e decide di entrare a palazzo e diventare concubina per vendicare la morte delle amiche. Baek-ahn, anche per tornaconto personale, la presenta così alla selezione delle concubine come propria figlia adottiva.
Pur non essendo la sola ad aver passato la selezione, Nyang viene tenuta maggiormente in considerazione dall'imperatore e dall'imperatrice vedova, ricevendo incarichi importanti; lascia inoltre dietro di sé l'amore per Wang Yoo e dà a Ta Hwan un figlio, Ayushiridara. Lo stesso imperatore, forte del sostegno della donna, trova la forza per sferrare un attacco militare contro il primo ministro, che viene giustiziato insieme a Tanashilli. Nonostante Ta Hwan voglia insediare Nyang come imperatrice, l'imperatrice vedova, temendo l'influenza sempre maggiore che la donna sta esercitando sull'imperatore, fa fronte comune con Baek-ahn, nuovo primo ministro, e così il posto di Tanashilli viene occupato dalla nipote di Baek-ahn, Bayan Khutugh. La situazione inasprisce non solo i rapporti di Nyang con l'imperatrice vedova e Baek-ahn, ma anche la sua relazione con l'imperatore, in special modo quando questi lancia una campagna militare per conquistare i territori vicini, tra cui anche il Goryeo, dove Wang Yoo è tornato sul trono.
Cinque anni dopo, Yuan sta perdendo la guerra, l'imperatrice vedova alleva Maha istigandolo contro Nyang, l'imperatore è raramente sobrio e crede che Nyang ami Wang Yoo a causa di alcune lettere intercettate, ma che sono in realtà dei falsi prodotti per fargli dubitare della donna. Viste le condizioni di salute di Ta Hwan, si decide di selezione il principe ereditario tra Maha e Ayushiridara, e l'imperatrice organizza l'assassinio del primo per far cadere la colpa su Nyang e cacciarla da palazzo. Il piano, tuttavia, fallisce e Bayan Khutugh viene detronizzata, mentre Maha, con la rivelazione che non è figlio dell'imperatore, viene allontanato da palazzo. Nyang, che ha intanto scoperto che il bambino è suo figlio, spera che abbia una vita felice in Goryeo, dove Wang Yoo, appreso fortuitamente di essere suo padre, intende portarlo, ma Maha non riesce a riprendersi dal veleno sulla freccia che cercò di ucciderlo e muore. Appresa la notizia, Nyang fa uccidere Bayan Khutugh per vendicarsi. Questo gesto porta a un'alleanza tra l'imperatrice vedova e Baek-ahn allo scopo di impedire che la donna salga al trono, ma lo scontro tra Nyang e il primo ministro, nonostante le preghiere dell'imperatore di andare d'accordo, si conclude con la morte di Baek-ahn. Ta Hwan caccia Nyang da palazzo, ma la riporta presto al suo fianco perché ne sente la mancanza e la nomina imperatrice; la distanza che intercorreva da anni nella coppia è ora colmata.
Wang Yoo capisce di non poter più avere Nyang e decide di tornare a Goryeo, ma non riesce ad arrivare alla propria madrepatria: infatti, dopo aver scoperto la verità sui genitori di Maha, l'imperatore lo uccide lungo la strada per evitare che altri ne vengano a conoscenza, mettendo in pericolo Nyang. Per liberarsi definitivamente di quest'ultima e toglierle il sostegno principale, cioè l'imperatore, l'imperatrice vedova si allea con l'eunuco Golta, capo di un potente gruppo mercantile che vuole il monopolio, per avvelenare lentamente Ta Hwan fino alla morte e insediare al suo posto un burattino. Ta Hwan si rende tuttavia conto dell'avvelenamento in atto, anche se è ormai troppo tardi per guarire, e, scoperti i piani nemici, fa uccidere Golta, l'intero gruppo mercantile e i sostenitori dell'imperatrice vedova, mentre quest'ultima si suicida. Alcuni anni dopo, nel 1368, Yuan sta soccombendo all'invasione nemica e la corte si prepara a trasferirsi a nord. Per l'imperatore, però, la fine è vicina: dopo aver espresso ad alta voce i sentimenti che provano l'uno per l'altra per la prima volta in tanti anni, Ta Hwan muore tra le braccia di Nyang.

## Personaggi

### Personaggi principali
- Gi Nyang/Seung-nyang, poi Imperatrice Gi, interpretata da Ha Ji-won e Hyun Seung-min (da giovane)
- Wang Yoo, interpretato da Joo Jin-mo e Ahn Do-gyu (da giovane)
- Ta Hwan, interpretato da Ji Chang-wook
- Tanashilli, interpretata da Baek Jin-hee
È la capricciosa figlia di Yeon-chul e diventa l'Imperatrice di Ta Hwan.

### Personaggi secondari
- Imperatrice vedova Hwang, interpretata da Kim Seo-hyung
È la moglie del defunto imperatore Whenzong, fratello minore dell'imperatore Mingzong, padre di Ta Hwan, e nemica giurata di Yeon-chul.
- Yeon-chul, interpretato da Jeon Gook-hwan
Il primo ministro di Yuan, è il responsabile della morte dell'imperatore Mingzong.
- Wang Go, interpretato da Lee Jae-yong
È lo zio di Wang Yoo, re di Shenyang, alleato con Yeon-chul per ottenere il trono di Goryeo.
- Jang Soon-yong, interpretato da Kim Myung-gook
Un ministro.
- Dok-man, interpretato da Lee Won-jong
Il capo-eunuco di Yuan.
- Bang Shin-woo, interpretato da Lee Moon-sik
Eunuco di Goryeo al servizio di Wang Yoo.
- Baek-ahn, interpretato da Kim Young-ho
Generale di Yuan, all'inizio è fedele a Yeon-chul, poi a Ta Hwan. Vuole diventare primo ministro per frenare la corruzione e avere un paese onesto.
- Jeom-bak, interpretato da Yoon Yong-hyun
Guerriero di Goryeo al servizio di Wang Yoo.
- Yeom Byung-soo, interpretato da Jung Woong-in
Vice generale dell'Ufficio Investigativo Reale di Goryeo, la sua ambizione lo porta a schierarsi con Yeon-chul.
- Park Bul-hwa, interpretato da Choi Moo-sung
Vice generale dell'Ufficio Investigativo Reale di Goryeo, è il fedele assistente del generale Gi.
- Oh Gwang, interpretato da Cha Kwang-soo
Governatore della provincia di Yunnan e padre della consorte Oh.
- Boo Sa-ki, interpretato da Lee Kye-young
Governatore della provincia di Lingbei e padre della consorte Boo.
- Seol Do-gan, interpretato da Jang Soon-gook
Governatore della provincia di Sichuan.
- Choi Moo-song, interpretato da Kwon Oh-joong
Guardia reale di Goryeo al servizio di Wang Yoo.
- Jo-cham, interpretato da Kim Hyung-bum
Guerriero di Yuan.
- Jeok-ho/Mak-saeng, interpretato da Song Kyung-chul
Eunuco di Goryeo, è l'unico sopravvissuto degli eunuchi e delle cameriere che servivano l'imperatore Mingzong. È poi diventato il capovillaggio in un villaggio di profughi di Goryeo.
- Dang Ki-se, interpretato da Kim Jung-hyun
Primogenito di Yeon-chul.
- Golta, interpretato da Jo Jae-yoon
Eunuco al servizio di Ta Hwan.
- Taltal, interpretato da Jin Yi-han
Nipote di Baek-ahn, all'inizio è fedele a Yeon-chul, poi a Ta Hwan.
- Tap Ja-hae, interpretato da Cha Do-jin
Secondogenito di Yeon-chul.
- Jo Yeon-hwa, interpretata da Yoon A-jung
Inserviente del palazzo imperiale proveniente da Goryeo, vuole diventare cameriera a tutti i costi.
- Lee Hong-dan, interpretata da Lee Ji-hyun
Inserviente del palazzo imperiale proveniente da Goryeo, diventa amica di Seung-nyang.
- Yeon Bi-soo, interpretata da Yoo In-young
Generale dell'esercito turco conosciuta anche come Batolu.
- Dama di corte Seo, interpretata da Seo Yi-sook
Dama di corte al servizio dell'Imperatrice.
- Na-moo, interpretato da Kim Moo-young
Guardia del corpo di Ta Hwan.
- Gook-soo, interpretato da Jung Yoon
Guardia del corpo di Ta Hwan.
- Principe Maha, interpretato da Kim Jin-sung e Sul Woo-hyung (da piccolo)
Figlio di Seung-nyang e Wang-yoo che viene adottato da Tanashilli e cresciuto da questa, senza saperne la vera identità, come figlio di Ta Hwan. Seung-nyang crede che il piccolo, da lei chiamato Byeol, sia morto, mentre Wang-yoo non ne conosce nemmeno l'esistenza.
- Principe Ayushiridara, interpretato da Kim Jin-woo e Lee Si-woo (da piccolo)
Figlio di Seung-nyang e Ta Hwan.
- Palla Chubmokah, interpretato da Choi Hyun
Cugino di Ta Hwan.
- Soo-ri, interpretato da Seo In-woo
Braccio destro di Yeon Bi-soo.
- Woo-hee, interpretata da Park Ha-na
Una delle consorti di Ta Hwan.
- Oh jae-in, interpretata da Jeon Se-hyeon
Una delle consorti di Ta Hwan.
- Kim Soon-jo, interpretato da Lee Jung-sung
Cancelliere di Goryeo.

### Partecipazioni speciali
- Re Chungsuk, interpretato da Kwon Tae-won
Il padre di Wang Yoo, abdica in favore del figlio, ma, quando questi viene destituito, torna sul trono.
- Irinjilban, interpretato da Jung Jae-min
Fratello minore di Ta Hwan.
- Joong Jun / principessa Kyunghwa, interpretata da Ryu Hyun-kyung
Moglie di Wang Yoo.
- Kwebo, interpretato da Shin Seung-hwan
Eunuco di Yuan al servizio di Ta Hwan.
- Gi Ja-ho, interpretato da Kim Myung-soo
Generale comandante dell'Ufficio Investigativo Reale, è il padre di Seung-nyang.
- Signora Lee, interpretata da Kim Ye-ryeong
La madre di Seung-nyang.
- Lady Park Oh-jin, interpretata da Han Hye-rin
Cameriera di palazzo scelta dall'Imperatrice Vedova, diventa una consorte di Ta Hwan.
- Dama di corte Noh, interpretata da Lee Eung-kyung
Dama di corte al servizio di Mingzong e sua favorita, dopo la morte dell'imperatore è diventata pazza, ma alterna al delirio alcuni momenti di lucidità. Diventa amica di Seung-nyang.
- Euk-soo, interpretato da Oh Kwang-rok
Mercante di schiavi appartenente al gruppo Maebak.
- Bayan Khutugh, interpretata da Lim Ju-eun
Nipote di Baek-ahn e nuova imperatrice alla morte di Tanashilli. Dietro la facciata dolce e mite, nasconde una personalità invidiosa, crudele e vendicativa.
- Ministro Jang, interpretato da Kim Myung-gook

## Ascolti
| Episodio | Data di trasmissione | Dati TNMS           | Dati TNMS                  | Dati AGB            | Dati AGB                   |
| Episodio | Data di trasmissione | A livello nazionale | Area metropolitana di Seul | A livello nazionale | Area metropolitana di Seul |
| -------- | -------------------- | ------------------- | -------------------------- | ------------------- | -------------------------- |
| 1        | 28 ottobre 2013      | 10,1%               | 12,3%                      | 11,1%               | 13,3%                      |
| 2        | 29 ottobre 2013      | 12,0%               | 14,6%                      | 13,6%               | 15,8%                      |
| 3        | 4 novembre 2013      | 11,7%               | 14,9%                      | 12,8%               | 14,5%                      |
| 4        | 5 novembre 2013      | 12,7%               | 15,4%                      | 14,5%               | 16,6%                      |
| 5        | 11 novembre 2013     | 14,0%               | 17,3%                      | 14,5%               | 16,1%                      |
| 6        | 12 novembre 2013     | 14,6%               | 18,6%                      | 16,3%               | 18,7%                      |
| 7        | 18 novembre 2013     | 15,2%               | 18,4%                      | 15,5%               | 17,6%                      |
| 8        | 19 novembre 2013     | 16,5%               | 20,1%                      | 16,9%               | 18,6%                      |
| 9        | 25 novembre 2013     | 15,4%               | 19,1%                      | 17,2%               | 19,5%                      |
| 10       | 26 novembre 2013     | 16,2%               | 19,5%                      | 18,1%               | 19,6%                      |
| 11       | 2 dicembre 2013      | 17,7%               | 20,8%                      | 17,8%               | 20,5%                      |
| 12       | 3 dicembre 2013      | 18,4%               | 21,7%                      | 19,0%               | 21,0%                      |
| 13       | 9 dicembre 2013      | 19,1%               | 23,6%                      | 20,2%               | 23,5%                      |
| 14       | 10 dicembre 2013     | 18,4%               | 23,3%                      | 19,5%               | 21,9%                      |
| 15       | 16 dicembre 2013     | 17,7%               | 21,7%                      | 18,8%               | 21,5%                      |
| 16       | 17 dicembre 2013     | 18,1%               | 21,9%                      | 18,8%               | 21,4%                      |
| 17       | 23 dicembre 2013     | 17,3%               | 20,5%                      | 17,3%               | 20,1%                      |
| 18       | 24 dicembre 2013     | 17,3%               | 20,5%                      | 17,5%               | 19,9%                      |
| 19       | 6 gennaio 2014       | 17,0%               | 21,8%                      | 17,9%               | 20,4%                      |
| 20       | 7 gennaio 2014       | 18,5%               | 23,8%                      | 19,1%               | 21,3%                      |
| 21       | 13 gennaio 2014      | 18,2%               | 23,7%                      | 19,6%               | 22,9%                      |
| 22       | 14 gennaio 2014      | 19,0%               | 23,9%                      | 20,3%               | 22,1%                      |
| 23       | 20 gennaio 2014      | 19,5%               | 23,6%                      | 20,8%               | 23,6%                      |
| 24       | 21 gennaio 2014      | 20,7%               | 24,7%                      | 22,6%               | 26,2%                      |
| 25       | 27 gennaio 2014      | 21,4%               | 27,0%                      | 22,8%               | 26,8%                      |
| 26       | 28 gennaio 2014      | 22,0%               | 26,3%                      | 24,9%               | 28,6%                      |
| 27       | 3 febbraio 2014      | 24,2%               | 29,8%                      | 23,9%               | 27,7%                      |
| 28       | 4 febbraio 2014      | 24,0%               | 29,3%                      | 25,3%               | 29,1%                      |
| 29       | 10 febbraio 2014     | 20,8%               | 25,3%                      | 22,7%               | 25,3%                      |
| 30       | 17 febbraio 2014     | 25,3%               | 30,9%                      | 26,5%               | 29,9%                      |
| 31       | 18 febbraio 2014     | 25,6%               | 30,9%                      | 26,6%               | 29,4%                      |
| 32       | 24 febbraio 2014     | 24,4%               | 31,0%                      | 25,3%               | 28,8%                      |
| 33       | 25 febbraio 2014     | 27,9%               | 33,6%                      | 28,6%               | 31,3%                      |
| 34       | 3 marzo 2014         | 26,1%               | 32,4%                      | 26,2%               | 29,7%                      |
| 35       | 4 marzo 2014         | 26,5%               | 32,3%                      | 28,3%               | 31,4%                      |
| 36       | 10 marzo 2014        | 26,0%               | 31,4%                      | 29,2%               | 30,8%                      |
| 37       | 11 marzo 2014        | 27,1%               | 32,4%                      | 29,2%               | 32,4%                      |
| 38       | 17 marzo 2014        | 25,6%               | 30,7%                      | 27,7%               | 31,3%                      |
| 39       | 18 marzo 2014        | 25,0%               | 29,3%                      | 26,5%               | 29,7%                      |
| 40       | 24 marzo 2014        | 22,4%               | 27,5%                      | 24,4%               | 27,9%                      |
| 41       | 25 marzo 2014        | 24,0%               | 29,8%(                     | 26,0%               | 28,8%                      |
| 42       | 31 marzo 2014        | 23,5%               | 27,2%                      | 25,0%               | 28,8%                      |
| 43       | 1 aprile 2014        | 24,1%               | 27,4%                      | 25,0%               | 27,9%                      |
| 44       | 7 aprile 2014        | 23,9%               | 27,8%                      | 24,3%               | 27,2%                      |
| 45       | 8 aprile 2014        | 23,5%               | 28,7%                      | 25,5%               | 28,7%                      |
| 46       | 14 aprile 2014       | 23,9%               | 28,0%                      | 25,3%               | 28,3%                      |
| 47       | 15 aprile 2014       | 23,8%               | 28,9%                      | 26,1%               | 28,8%                      |
| 48       | 21 aprile 2014       | 22,7%               | 25,6%                      | 22,9%               | 24,9%                      |
| 49       | 22 aprile 2014       | 23,9%               | 27,2%                      | 26,6%               | 29,4%                      |
| 50       | 28 aprile 2014       | 25,7%               | 30,6%                      | 26,2%               | 28,7%                      |
| 51       | 29 aprile 2014       | 28,3%               | 33,9%                      | 28,7%               | 31,7%                      |
| Media    | Media                | 20,72%              | 25,12%                     | 21,90%              | 24,70%                     |

## Colonna sonora
1. Empress Ki Opening Title (기황후 Opening Title)
2. Thorn Love (가시사랑) – 4men
3. Love Wind (사랑 바람) – WAX
4. Just Once (한번만) – Soyou
5. The Wind (바람결) – Park Wan-kyu
6. The Day – Zia
7. To The Butterfly (나비에게) – Ji Chang-wook
8. Empress Ki Main Theme (기황후 Main Theme)
9. Destiny
10. Flower Blossom
11. The Greatest Day
12. Horse Riding
13. Fate
14. Heroes
15. Princess
16. Emperor

Altri brani
1. I Love You (사랑합니다) – Xiah Junsu

## Riconoscimenti
| Anno | Premio                                               | Categoria                                                               | Ricevente                        | Risultato       |
| ---- | ---------------------------------------------------- | ----------------------------------------------------------------------- | -------------------------------- | --------------- |
| 2013 | MBC Drama Awards                                     | Gran premio                                                             | Ha Ji-won                        | Vincitore/trice |
| 2013 | MBC Drama Awards                                     | Drama dell'anno                                                         |                                  | Candidato/a     |
| 2013 | MBC Drama Awards                                     | Premio alla massima eccellenza, attore in un drama a progetto speciale  | Joo Jin-mo                       | Vincitore/trice |
| 2013 | MBC Drama Awards                                     | Premio alla massima eccellenza, attrice in un drama a progetto speciale | Ha Ji-won                        | Candidato/a     |
| 2013 | MBC Drama Awards                                     | Premio all'eccellenza, attore in un drama a progetto speciale           | Ji Chang-wook                    | Vincitore/trice |
| 2013 | MBC Drama Awards                                     | Premio popolarità, attrice                                              | Ha Ji-won                        | Vincitore/trice |
| 2013 | MBC Drama Awards                                     | Premio PD                                                               | Ha Ji-won                        | Vincitore/trice |
| 2013 | MBC Drama Awards                                     | Sceneggiatore dell'anno                                                 | Jang Young-chul, Jung Kyung-soon | Vincitore/trice |
| 2013 | MBC Drama Awards                                     | Miglior nuova attrice                                                   | Baek Jin-hee                     | Vincitore/trice |
| 2014 | Baeksang Arts Awards]                                | Miglior nuova attrice (TV)                                              | Baek Jin-hee                     | Vincitore/trice |
| 2014 | Baeksang Arts Awards]                                | Attore più popolare (TV)                                                | Ji Chang-wook                    | Candidato/a     |
| 2014 | Baeksang Arts Awards]                                | Attrice più popolare (TV)                                               | Ha Ji-won                        | Candidato/a     |
| 2014 | Seoul International Drama Awards                     | Miglior serie drammatica (premio uccello d'oro)                         |                                  | Vincitore/trice |
| 2014 | Seoul International Drama Awards                     | Miglior drama coreano                                                   |                                  | Candidato/a     |
| 2014 | Seoul International Drama Awards                     | Miglior attore coreano                                                  | Ji Chang-wook                    | Candidato/a     |
| 2014 | Seoul International Drama Awards                     | Miglior attrice coreana                                                 | Ha Ji-won                        | Candidato/a     |
| 2014 | Seoul International Drama Awards                     | Miglior colonna sonora di un drama coreano                              | Thorn Love dei 4Men              | Candidato/a     |
| 2014 | Seoul International Drama Awards                     | Miglior colonna sonora di un drama coreano                              | Just Once di Soyou               | Candidato/a     |
| 2014 | Korea Drama Awards                                   | Gran premio                                                             | Ha Ji-won                        | Candidato/a     |
| 2014 | Korea Drama Awards                                   | Miglior drama                                                           |                                  | Candidato/a     |
| 2014 | Korea Drama Awards                                   | Miglior regista di produzione                                           | Han Hee, Lee Sung-joon           | Candidato/a     |
| 2014 | Korea Drama Awards                                   | Premio alla massima eccellenza, attore                                  | Ji Chang-wook                    | Candidato/a     |
| 2014 | Korea Drama Awards                                   | Premio all'eccellenza, attrice                                          | Baek Jin-hee                     | Candidato/a     |
| 2014 | APAN Star Awards                                     | Premio alla massima eccellenza, attore in un drama seriale              | Joo Jin-mo                       | Candidato/a     |
| 2014 | APAN Star Awards                                     | Premio alla massima eccellenza, attrice in un drama seriale             | Ha Ji-won                        | Candidato/a     |
| 2014 | APAN Star Awards                                     | Premio all'eccellenza, attore in un drama seriale                       | Ji Chang-wook                    | Candidato/a     |
| 2014 | APAN Star Awards                                     | Miglior attrice di supporto                                             | Baek Jin-hee                     | Candidato/a     |
| 2014 | APAN Star Awards                                     | Miglior attrice di supporto                                             | Yoon A-jung                      | Candidato/a     |
| 2014 | MBC Drama Awards                                     | Premio alla recitazione d'oro, attore                                   | Jeon Guk-hwan                    | Candidato/a     |
| 2015 | Korea Communications Commission Broadcasting Awards  | Premio all'eccellenza Hallyu                                            |                                  | Vincitore/trice |
| 2015 | Annual WorldFest-Houston International Film Festival | Premio speciale della giuria                                            |                                  | Vincitore/trice |